# Cleistanthus floricola
Cleistanthus floricola är en emblikaväxtart som beskrevs av Airy Shaw. Cleistanthus floricola ingår i släktet Cleistanthus och familjen emblikaväxter. Inga underarter finns listade i Catalogue of Life.